# Oscar Serpa
Oscar Serpa (Luján de Cuyo, provincia de Mendoza, Argentina, 7 de junio de 1919 - Mar del Plata, provincia de Buenos Aires, Argentina, 8 de noviembre de 1982 ) fue un cantor y guitarrista dedicado al género del tango que además de su actuación como solista integró las orquestas de Carlos Di Sarli y de Osvaldo Fresedo

## Actividad profesional
Era todavía chico cuando sus padres Alberto Serpa y María Chini advirtieron que le atraía la música, por lo cual le enviaron a estudiar a un conservatorio. Cuando tuvo los conocimientos elementales necesarios participó tocando la guitarra en varios conjuntos folclóricos cuyanos.
Se conoce con el famoso cantor y compositor mendocino Alfredo Pelaia, que observa sus condiciones y al poco tiempo, en 1936, Serpa se convierte en su nuevo compañero de dúo reemplazando a Ítalo Goyeche que se había alejado recientemente de Pelaia. Debutaron en Buenos Aires y al año siguiente graban para la discográfica RCA Victor  el popular tema de Pelaia Claveles mendocinos, que en 1924 había sido grabado por José Razzano y Carlos Gardel y en 1929 nuevamente (registrado por este último solo; para el otro lado del disco graban, con Serpa como solista, el tango Niebla del Riachuelo, En 1938 grabaron la zamba Por el camino, de Carlos Geroni Flores y Benjamín Tagle Lara y el tango Justicia criolla, autoría de Rafael Iriarte y Francisco Brancatti.
Actuaron con mucho éxito en 1939 por Radio Belgrano y al año siguiente por enfermedad de Pelaia –que falleció en 1942- se disolvió el dúo y Serpa continuó trabajando como solista en Radio Argentina, ya volcado del todo al repertorio de tango.
En 1942 Osvaldo Fresedo, quien ya anteriormente había escuchado cantar a Serpa, lo contrató para reemplazar a Ricardo Ruiz en su orquesta, graban los tangos Si de mí te has olvidado, de Fresedo y José María Contursi y Mi noche triste, de Pascual Contursi y Samuel Castriota y actúan en Ronda de ases, un importante programa de tango que a partir de ese año se transmitía por Radio El Mundo con actuación en vivo de renombrados artistas en el Teatro Casino, en la calle Maipú, enfrente al cabaré Marabú. Fresedo musicalizó una letra de Homero Manzi con el nombre de la audición, y Oscar Serpa se consagró grabando este tango.
Hasta que se desvinculó en 1947, Serpa grabó con la orquesta de Fresedo 59 temas, entre los que cabe recordar 
Corazón no le digas a nadie, Maleza, Naná, Noches largas, Por qué, Sin palabras, Te llama mi violín y Vida mía. Después ingresó en la orquesta de Carlos Di Sarli, con la cual el 2 de junio de 1948 grabó el tango de José Ranieri, Elías Randal, con letra de Horacio Sanguinetti, “La novia del mar”, Fue una etapa breve porque el director por razones personales disolvió el conjunto, y en 1949 Serpa pasó a la orquesta de Horacio Salgán donde también revistaba el cantor Ángel Díaz pero mientras estuvo Serpa la orquesta no hizo ninguna grabación.
Dejó el conjunto en 1950 y a mediados de ese año grabó con Ricardo Pedevilla los tangos Y mientes todavía, Ventanita de arrabal y Precio. Cuando en 1951 Carlos Di Sarli volvió a la actividad, lo contrató junto al cantor Mario Pomar y al año siguiente la orquesta registró para la nueva discográfica Music Hall varios temas, interviniendo Serpa el tango Cuatro vidas y los valses Un momento y Sueño de juventud.
Este nuevo vínculo con Di Sarli se extendió hasta que en 1955 los integrantes de la orquesta, incluidos los cantores, se desvincularon por motivos laborales. La última grabación en ese conjunto fue Verdemar, el 16 de septiembre de 1955. Aquellos integrantes formaron el conjunto “Los Señores Del Tango” con el que debutaron el 3 de febrero de 1956 en Radio Belgrano, trabajaron en la confitería Richmond de la calle Suipacha y en el salón de baile Dominó y grabaron en las discográficas Music Hall y RCA Victor. La actividad de la orquesta fue mermando y finalmente se disolvió, Serpa continuó como solista, hasta que a fines de la década de 1970 se retiró de la actividad profesional. Su canto ha sido calificado de notable,  reconociéndosele gran técnica, musicalidad y un fraseo muy suave y expresivo.
El 8 de noviembre de 1982, falleció en Mar del Plata al ser  atropellado por un auto.